# Ashley Moloney
Ashley Moloney (* 13. März 2000 in Brisbane) ist ein australischer Leichtathlet, der sich auf den Zehnkampf spezialisiert hat. In dieser Disziplin gewann er 2021 die Bronzemedaille bei den Olympischen Sommerspielen und 2022 gewann er bei den Hallenweltmeisterschaften die Bronzemedaille im Siebenkampf. In beiden Disziplinen ist er Inhaber des Ozeanienrekords.

## Sportliche Laufbahn
Erste internationale Erfahrungen sammelte Ashley Moloney im Jahr 2018 bei den U20-Weltmeisterschaften in Tampere, bei denen er mit neuem Meisterschaftsrekord von 8190 Punkten die Goldmedaille gewann. Zudem belegte er dort mit der australischen 4-mal-400-Meter-Staffel in 3:09,31 min den siebten Platz. 2019 belegte Moloney beim Hypomeeting in Götzis mit 8038 Punkten Rang 13. Anschließend siegte er überraschend bei den Ozeanienmeisterschaften in Townsville und setzte sich dort mit neuem U20-Ozeanienrekord von 8103 Punkten gegen seinen Landsmann Cedric Dubler durch. Im Dezember 2020 verbesserte Moloney in Brisbane den Ozeanienrekord seines Landsmannes Jagan Hames aus dem Jahr 1998 um zwei auf 8492 Punkte und erbrachte damit die Qualifikationsleistung für die Olympischen Spiele in Tokio. Dort gewann er mit einem erneuten Ozeanienrekord von 8649 Punkten überraschend die Bronzemedaille hinter dem Kanadier Damian Warner und Kevin Mayer aus Frankreich.
2022 gewann er bei den Hallenweltmeisterschaften in Belgrad mit 6344 Punkten die Bronzemedaille im Siebenkampf die Bronzemedaille hinter dem Kanadier Damian Warner sowie Simon Ehammer aus der Schweiz. Im Juli musste er dann bei den Weltmeisterschaften in Eugene seinen Wettkampf vorzeitig beenden. Im Jahr darauf konnte er keinen seiner vier bestrittenen Wettkämpfe beenden, darunter auch bei den Weltmeisterschaften in Budapest. 2024 belegte er beim Hypomeeting mit 8367 Punkten den vierten Platz, ehe er bei den Ozeanienmeisterschaften in Suva mit 8182 Punkten die Goldmedaille gewann. Anschließend musste er seinen Wettkampf bei den Olympischen Sommerspielen in Paris vorzeitig beenden.
In den Jahren 2021 und 2024 wurde Moloney australischer Meister im Zehnkampf.

## Persönliche Bestleistungen
- Zehnkampf: 8649 Punkte, 5. August 2021 in Tokio (Ozeanienrekord)
  - Siebenkampf (Halle): 6344 Punkte, 19. März 2022 in Belgrad (Ozeanienrekord)